# Tamanaku jezik
Tamanaku jezik (tamanaco, tamanac; ISO 639-3: tmz), izumrli jezik Tamanaco Indijanaca iz Venezuele s rijeke Cuchivero, pritoke donjeg Orinoca, koji su nestali ranih 1840.-tih govina tijekom rata za nezavisnost
Pripadao je sjevernoj skupini karipskih jezika, a srodamn mu je bio eñepa [pbh].

## Vanjske poveznice
- Ethnologue (14th)
- Ethnologue (15th)